# Osticano
Osticano (em armênio/arménio: ոստիկան; romaniz.: Ostikan; em latim: osticanus) foi um título armênio utilizado durante a Antiguidade para designar um supervisor, administrador ou prefeito encarregado de proteger as fortalezas e tesouros reais da arsácidas no Reino da Armênia. Dentre as fortalezas sob seu controle estavam Angle em Ingilena e Babila em Sofanena, além de várias outras. Algumas delas estavam sob jurisdição do vitaxa de Sofena, um dos quatro vice-reis da Armênia. Desde 298, porém, com a Paz de Nísibis entre o Império Romano de Diocleciano (r. 284–305) e o Império Sassânida de Narses I (r. 293–302), os limites da Armênia foram alteradas e muitos dos domínios do vitaxa foram cedidos ao Império Romano. É possível que, dada as circunstâncias, ele foi absorvido pela função do osticano.
Os grão-camareiros da Armênia geralmente ocuparam o ofício de osticano e no século IV Fausto cita o osticano Drastamate. Em 370, quando a rainha Farranzém (r. 368–370) foi levada pelo xá Sapor II (r. 309–379) como cativa, deixou osticanos para supervisionar os armênios. Sob o rei Papa (r. 370–374), o asparapetes Musel I nomeou osticanos para supervisionar as províncias de Anzitena e Persarmênia. No contexto do martírio de Zuite de Artaxata na corte persa de Ctesifonte, Fausto cita que osticanos da corte sassânida se aproximaram de Zuite e questionaram-no se iria apostatar e aceitar zoroastrismo, mas ele se recusou.
Os estudiosos tipicamente identificam osticano como uma versão armenizada da palavra em persa médio ostigano (ōstīgān), que significa "fiel, confiável; alguém que é próximo do rei." J. Gippert sugeriu que entrou no armênio através do parta, enquanto considera que a variante georgiana ostigano (osṭigan) entrou através do persa médio na época sassânida. No século V, tradutores bíblicos usaram osticano para traduzir os termos gregos epíscopo (ἐπίσκοπος) e epístata (ἐπιστάτης). Sebeos usou-o para falar dos oficiais do xá Cosroes II (r. 590–628), bem como aplica-o com a implicação de governo, mas apenas para o período sassânida. O termo sobrevive durante o período árabe e foi aplicado para designar o governador do Emirado da Armênia do Califado Omíada e Abássida. Boa parte da literatura atual interpreta o termo desse modo a partir da análise de M. Čʿamčʿean.